# Gérard Chapdelaine (avocat)
Pour les articles homonymes, voir Gérard Chapdelaine (réalisateur) et Chapdelaine.
 (mars 2017).
Si vous disposez d'ouvrages ou d'articles de référence ou si vous connaissez des sites web de qualité traitant du thème abordé ici, merci de compléter l'article en donnant les références utiles à sa vérifiabilité et en les liant à la section « Notes et références ».
Gérard Chapdelaine (né le 31 juillet 1935 et mort le 7 août 2014) fut un avocat, homme politique fédéral du Québec.

## Biographie
Né à Coaticook en Estrie, il fut élu député du Ralliement créditiste dans la circonscription fédérale de Sherbrooke en 1962. Réélu en 1963, il siégea comme député indépendant après s'être embrouillé lors de la division entre le Crédit social et son aile québécoise. À titre de candidat indépendant, il fut défait en 1965 par le progressiste-conservateur Maurice Allard.